# Saint-Aubin-le-Cauf
Saint-Aubin-le-Cauf è un comune francese di 900 abitanti situato nel dipartimento della Senna Marittima nella regione della Normandia.

## Società

### Evoluzione demografica
Abitanti censiti